# トム・カーツォティス

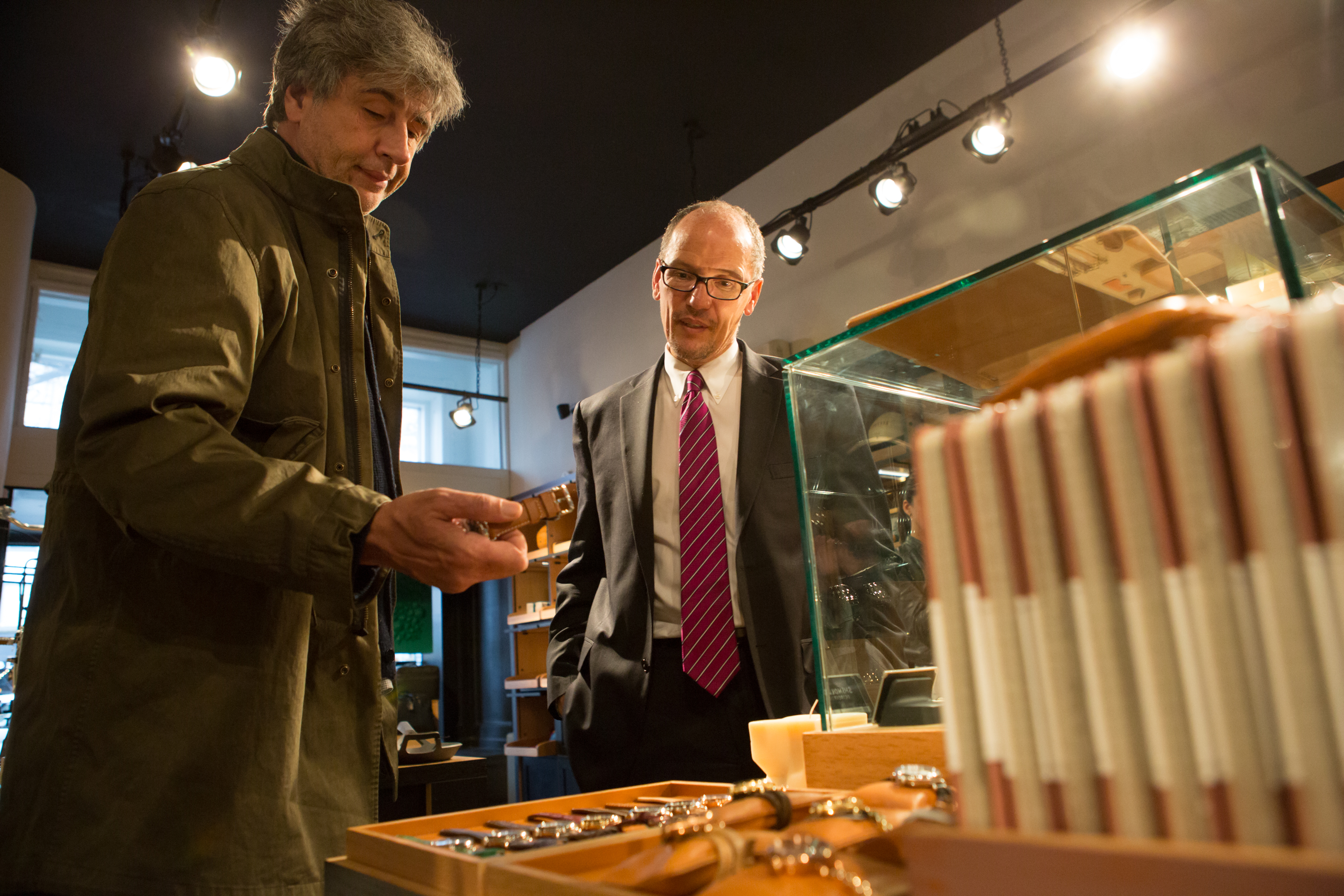
トム・カーツォティス（左、2014年）

トム・カーツォティス(Tom Kartsotis)は、アメリカ合衆国の企業であるフォッシル・グループの創設者。1984年から2010年1月まで当企業の代表取締役、社長、最高経営責任者、会長を務めた。
1960年に廃業した靴クリームブランドであるシノラを2011年に腕時計ブランドとしてシノラデトロイトという名前で再設立。

## 経歴
2016年6月連邦取引委員会は「特定の時計の製造に使用される材料のコストの100％が輸入材料に起因する」ため、「アメリカ製」のスローガンとしての使用を停止するようシノラに命じた。トムは自動車に対する「Made in America」を主張する規則は時計に対するものとは異なることを記した公開書簡で返答した。
トムはアメリカ人デザイナースティーブン・アランとアウトドア用品のブランドフィルソンに投資している。
2004年以降バートン・スノーボードの取締役を務めている。